# 採石のための掘削作業主任者
採石のための掘削作業主任者（さいせきのためのくっさくさぎょうしゅにんしゃ）は、労働安全衛生法に定められた作業主任者(国家資格)のひとつであり、採石のための掘削作業主任者技能講習を修了した者の中から事業者により選任される。
また、主任者となるための技能講習を修了した者すなわち資格取得者のこと、あるいは資格そのものを指すこともある。

## 概要
- 掘削高さ2メートル以上の採石のための掘削作業の直接指揮を行うため、土砂崩壊等による労働災害を防止する。

## 受講資格
- 大学、専門学校、高校で土木関係学科卒業後、2年以上の実務経験者
- 職業能力開発促進法に基づく普通職業訓練（石材科）を修了した者。
- 実務経験、3年以上の者。

## 技能講習
- 各都道府県で行う。

### 講習科目
1. 岩石の種類、岩石の採取のための掘削の方法等に関する知識
2. 設備、機械、器具、作業環境等に関する知識
3. 作業者に対する教育等に関する知識
4. 関係法令
5. 修了試験